# Совхоза імені Леніна
Совхо́за імені Ле́ніна (рос. Совхоза имени Ленина) — селище у складі Ленінського міського округу Московської області, Росія.

## Населення
Населення — 3964 особи (2010; 3437 у 2002).
Національний склад (станом на 2002 рік):
- росіяни — 89 %